# Donker elfje
Het donker elfje (Melangyna quadrimaculata) is een vliegensoort uit de familie van de zweefvliegen (Syrphidae). De wetenschappelijke naam van de soort is voor het eerst geldig gepubliceerd in 1873 door Verrall.